# Corynis crassicornis
Corynis crassicornis é uma espécie de insetos himenópteros, mais especificamente de moscas-serra pertencente à família Cimbicidae.
A autoridade científica da espécie é Rossi, tendo sido descrita no ano de 1790.
Trata-se de uma espécie presente no território português.